# 野茉莉科
野茉莉科也叫安息香科，共有11-12属约150-170种，分布在北半球的暖温带和亚热带地区，中国有9属约60余种，主要分布于长江以南各地。
本科植物基本为乔木或灌木，单叶互生，全缘或有齿缺，无托叶；花两性，辐射对称，花冠2-5裂，覆瓦状或镊合状排列；果实为蒴果，有的种子有翅。
有的种类可以作为木材使用，大部分是观赏树种，其中安息香属一些种类的树皮可以提取树脂制造苏合香，作为香料或药材。
1981年的克朗奎斯特分类法将其列入柿树目，1998年根据基因亲缘关系分类的APG 分类法将其合并到杜鹃花目

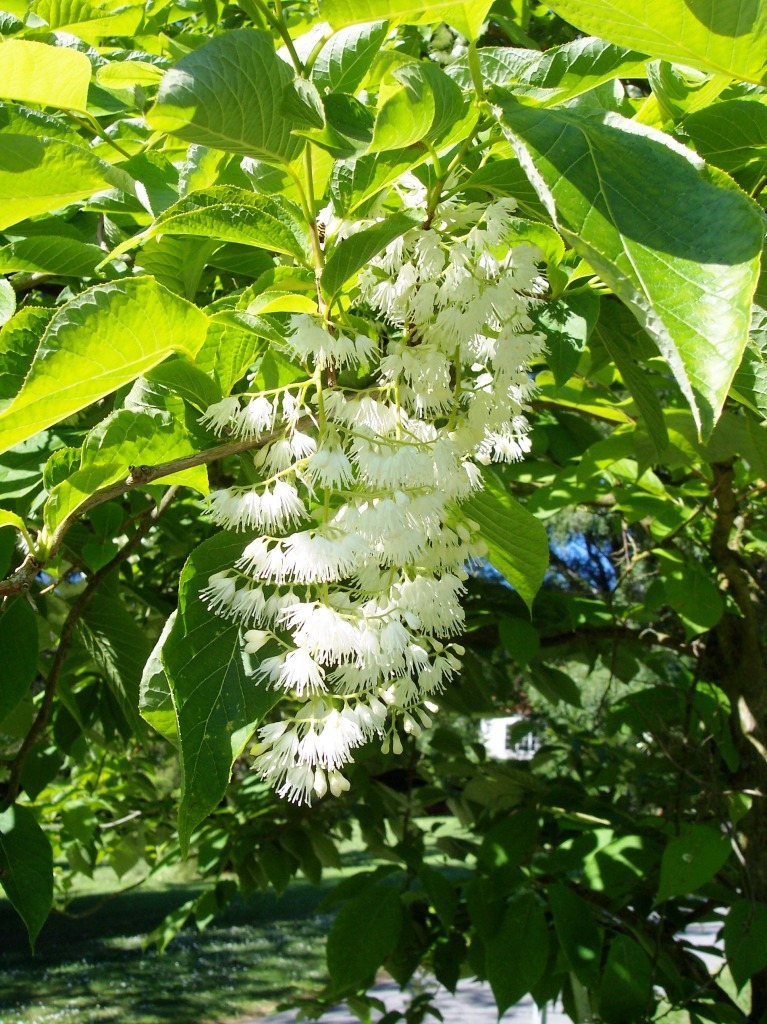
白辛树Pterostyrax hispida